# Zentralrat der Ex-Muslime

Logo dell'organizzazione

Il Zentralrat der Ex-Muslime (Consiglio centrale degli ex musulmani) è un'associazione secolare e non religiosa tedesca che accoglie ex musulmani. Fondata il 21 gennaio 2007, ha più di 100 aderenti.
Oggi è ramificata nel Regno Unito ed in Scandinavia. Un'organizzazione analoga esiste anche nei Paesi Bassi.